# Junonia flirtea
Junonia flirtea är en fjärilsart som beskrevs av Fabricius 1793. Junonia flirtea ingår i släktet Junonia och familjen praktfjärilar. Inga underarter finns listade i Catalogue of Life.